# Coelomycidium simulii
Coelomycidium simulii är en svampart som beskrevs av Debais. 1919. Coelomycidium simulii ingår i släktet Coelomycidium, ordningen Blastocladiales, klassen Blastocladiomycetes, divisionen Blastocladiomycota och riket svampar.   Inga underarter finns listade i Catalogue of Life.